# Långrev

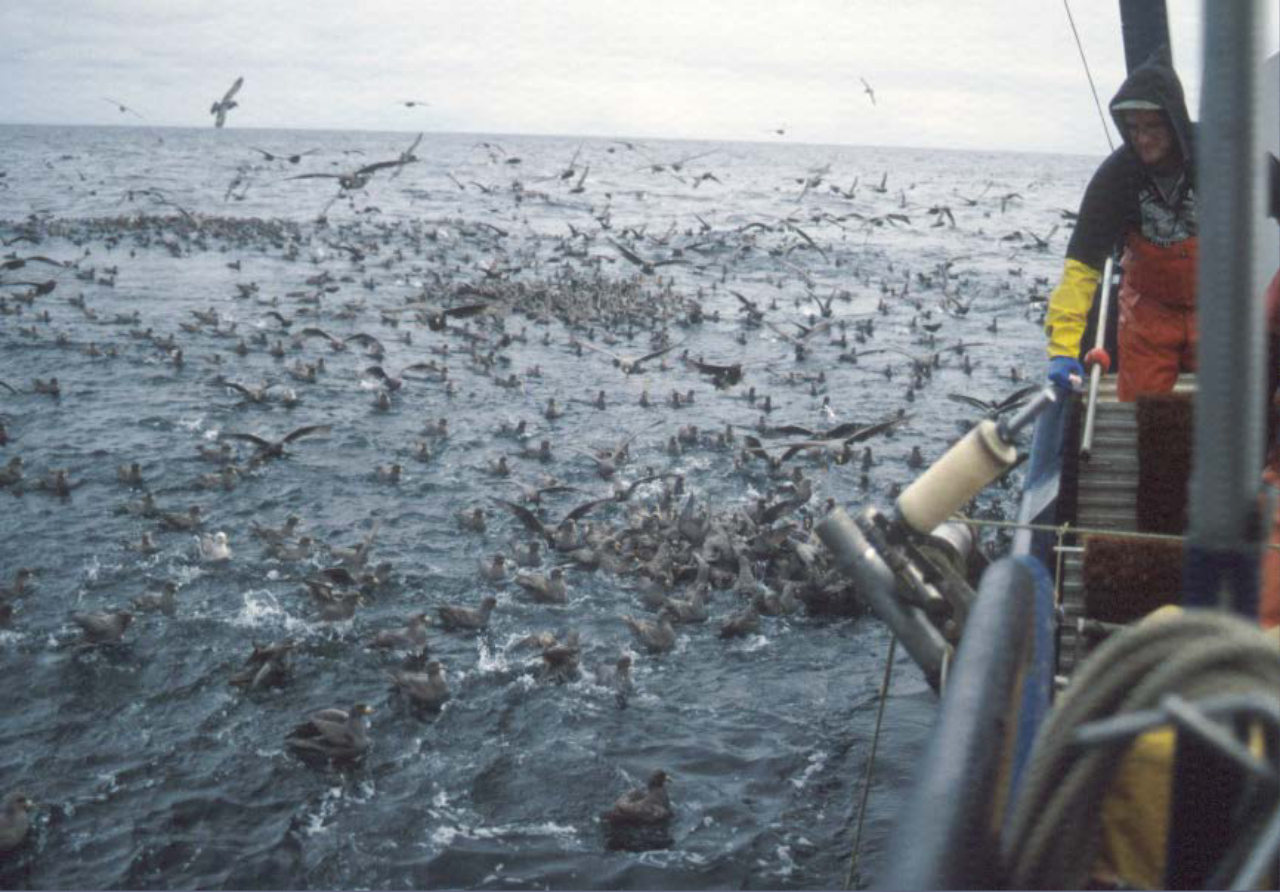
Stormfågel (Fulmarus glacialis) som flockas kring ett fiskefartyg som nyttjar långrev i norra Stilla havet.

Långrev, eller backa, är ett fiskeredskap som består av en lina vid vilken (ofta levande) betesfiskar fästs vid krokar.
Långreven har i allmänhet större tyngder i ändarna, samt mindre tyngder regelbundet utplacerade, så att reven följer botten. Vid ena änden fästs en lina, vilken leder upp till något som kan flyta på vattenytan, vilken markerar långreven och möjliggör att man kan dra upp reven vid fångst.
Som betesfisk används oftast mindre vitfisk som löja, vilka relativt enkelt kan fångas med löjnät vid en brygga. Kroken förs genom ryggmuskulaturen strax under ryggraden.
Tidigare fångades med backa stor mängd långa av svenska fiskefartyg i Nordostatlanten, bland annat vid Rockall.
Långrevsfiske är en kritiserad fiskeform och utgör ett globalt problem för sjöfågel eftersom dessa fastnar i krokarna och drunknar när de försöker ta betesfisken. Flera arter, främst inom familjerna stormfåglar och albatrosser, är hotade på grund av denna form av fiske.
Vid insjöfiske användes också långrev, företrädesvis med bitar av fisk eller vanlig metmask som agn. Dessa långrevar har ett krokantal om 80-100 stycken, den ena änden av reven är revens egen förvaringslåda och den andra är en enkel träbit. Sänken kan användas efter reven, men reven i sig levereras utan sänken. På slika revar fångas bland annat abborre, gädda, lake och ålfiskar.